# Okcitanija
Okcitanija (francosko: Occitanie, okcitansko in katalonsko Occitània) je od 30. septembra 2016 nova francoska administrativna regija celinske Francije, sestavljena iz nekdanjih regij Languedoc-Roussillon in Jug-Pireneji.
Sodobna upravna regija je dobila ime po večji kulturni in zgodovinski regiji Okcitaniji, ki ustreza južni tretjini Francije. Območje Okcitanije, kakršno je danes, zajema ozemlje, podobno tistemu, ki so mu vladali grofje Toulouški v 12. in 13. stoletju. Zastavo z grbom grofov Toulouških, pogovorno imenovanim okcitanski križ ali toulouški križ, uporablja sodobna regija in je tudi priljubljen kulturni simbol.

## Geografija
Trenutno je Okcitanija drugo največje območje v celinski Franciji, obsega površino več kot 72.724 km²  in ima 5.839.867 prebivalcev. Na jugovzhodu ima sredozemsko obalo, na vzhodu je soseda Provansa-Alpe-Azurna obala, na vzhodu Auvergne-Rona-Alpe in Nova Akvitanija, na zahodu in severozahodu, pa tudi tuje meje Andore (Canillo, Encamp, La Massana, Ordino) in Španije (Aragonija in Katalonija) na jugu.

## Toponim
O teritorialni reformi francoskih regij, ki je bila sprejeta leta 2014, so razpravljali vrsto let. Zakon o reformi je kot začasno ime nove regije uporabljal vezana imena predhodnic: Languedoc-Roussillon in Jug-Pireneji, po abecedi. Za večino združenih regij je novi regionalni svet nato predlagal stalno ime, ki bi nadomestilo to začasno ime. 24. junija 2016 je regionalni svet Languedoc-Roussillon-Jug-Pireneji po dolgotrajnem javnem posvetovanju sprejel ime Okcitanija. Začasno ime regije je bilo umaknjeno 30. septembra 2016, ko je začelo veljati novo ime.
Novo ime Okcitanija izhaja iz zgodovinskega imena širše regije in se nanaša na zgodovinsko rabo okcitanskega jezika na tem ozemlju in na različna narečja, ki se tako imenujejo za besedo òc, okcitanska beseda za oui oz. 'da'. Približno 450.000 francoskih Kataloncev, ki živijo v regiji (ali Severni Katalonci, kot se večinoma imenujejo sami), je v resoluciji regionalne skupščine izrazilo razočaranje, ker novo ime ne upošteva njihove navzočnosti. 10. septembra 2016 je v Perpignanu demonstriralo približno 10.000 ljudi (po podatkih policije 7800), ki so zahtevali, da ime združene regije vsebuje besedo Pays catalan (dobesedni prevod: 'katalonska država').

### Departmaji
| Code | Grb 1             | Departma         | Prefektura  | Imenovan po         | Št. preb. (2013) |
| ---- | ----------------- | ---------------- | ----------- | ------------------- | ---------------- |
| 09   | Grb departmaja 09 | Ariège           | Foix        | Ariège (reka)       | 152.684          |
| 11   | Grb departmaja 11 | Aude             | Carcassonne | Aude (reka)         | 364.877          |
| 12   | Grb departmaja 12 | Aveyron          | Rodez       | Aveyron (reka)      | 277.740          |
| 30   | Grb departmaja 30 | Gard             | Nîmes       | reka Gardon         | 733.201          |
| 31   | Grb departmaja 31 | Zgornja Garona   | Toulouse    | reka Garona         | 1.298.562        |
| 32   | Grb departmaja 32 | Gers             | Auch        | Gers (reka)         | 190.276          |
| 34   | Grb departmaja 34 | Hérault          | Montpellier | Hérault (reka)      | 1.092.331        |
| 46   | Grb departmaja 46 | Lot              | Cahors      | Lot (reka)          | 173.758          |
| 48   | Grb departmaja 48 | Lozère           | Mende       | Lozère (gora)       | 76.607           |
| 65   | Grb departmaja 65 | Visoki Pireneji  | Tarbes      | Pireneji            | 228.868          |
| 66   | Grb departmaja 66 | Vzhodni Pireneji | Perpignan   | Pireneji            | 462.705          |
| 81   | Grb departmaja 81 | Tarn             | Albi        | Tarn (reka)         | 381.927          |
| 82   | Grb departmaja 82 | Tarn in Garona   | Montauban   | reki Tarn in Garona | 250.342          |

### Glavne občine
- Toulouse (466.297)
- Montpellier (272.084)
- Nîmes (150.564)
- Perpignan (120.959)
- Béziers (74.811)
- Montauban (57.921)
- Albi (49.475)

## Hidrografija
Regija Occitanie v veliki meri prekriva ozemlje porečja Garone. Ta reka teče čez približno 250 km na ozemlju regije ali skoraj polovico francoskega toka reke (522 km 21) med francosko-špansko mejo pri Pont-du-Roy (Fos, Haute-Garonne) in mejo z Novo Akvitanijo v Lamagistère (Tarn-et-Garonne). Njeno porečja obsega 55.600 km2 v Franciji, kar ustreza skoraj vsej nekdanji regiji Jug-Pirrneji, severno od Languedoc-Roussillon (zlasti Lozère) in del severa nekdanje Akvitanije. Devet od desetih glavnih pritokov Garone (ki dosežejo ali presežejo 100 km) se v celoti ali večinoma izlivajo v Okcitanijo: Lot (približno 400 km od 485 km celotne dolžine reke, ki teče od vzhoda do zahoda na desnem bregu Garone, v Lozèreju, Aveyronu in v departmaju Lot), Tarn (380,2 km od vzhoda proti zahodu na desnem bregu, v Lozère, Aveyron nato v departmajih Tarn, Haute- Garonne in Tarn-et-Garonne), Ariège (163,2 km od juga, juga-vzhoda do severozahoda na desnem bregu, v Pyrénées-Orientales, departmajih Ariège in Haute- Garonne), Gers (približno 150 km od 175 km reke, ki teče od juga proti severu na levem bregu, v Hautes-Pyrénées in v departmaju Gers), Save (148,4 km od juga oz. zahoda proti severovzhodu na levem bregu, v Hautes-Pyrénées, Gers in Haute-Garonne), Baïse (140 km od 188 km celotnega toka, ki teče od juga proti severu na levem bregu, v Hautes-Pyrénées in v Gersu), Gimone (135,7 km od juga-jugozahoda do severovzhoda na levem bregu, v Hautes-Pyrénées, Gers, Haute-Garonne in Tarn- et-Garonne), Arrats (131 km naravnega toka in 162 km canal de la Neste od juga-jugozahoda do severovzhoda na levem bregu, v Hautes-Pyrénées, Haute-Garonne, Gers in Tarn-et-Garonne) in  Louge (100 km od jugozahoda do severovzhoda na levem bregu, v Haute-Garonne).
Vzhodna meja regije, Gard in Lozère, je povezana s porečjem Rone. Natančneje, vključuje zahodni del delte Rone v Camargueu: Petite Camargue. Dva pritoka, večja od 100 km, na desnem bregu Rone, tečeta od severozahoda proti jugovzhodu v departmajih Lozère in Gard: Cèze (128,4 km) in Gardon (127,3 km).
Porečje Loare se na svojem toku nanaša na majhen del regionalnega ozemlja in sicer na 22 občin na severovzhodu Lozère, departmaju, kjer je najdaljši pritok Loire, Allier (420,7 km od juga do severa na obali levo od Loare, od tega le 30 km v Lozèreju, ima svoj izvir (na Moure de la Gardille v Margeride). Trojno stičišče porečij med porečji Rone, Garone in Loare je na vrhu Planas (1271 m), blizu meje med občinama Belvezet in Allenc v Lozèreju.
Med temi tremi povodji se obrežje ravnice Languedoc prečkata še dve reki, ki so sorazmerno pomembni za južni pluvio-nivalni režim, Aude (224 km od juga proti severu in nato od zahoda proti vzhodu, v Pirenejskih orientih, v Ariège, v departmaju Aude in v Hérault-u) in Têt (115,8 km od zahoda proti vzhodu, v Pirenejskih vzhodih). V sedimentne kamnine v regiji (zlasti v južnem vznožju Centralnega masiva) so številne reke in potoki izkopali globoke kanjone ali soteske. Soteska Tarna, soteska Héraulta, soteska Gardon, soteska Allier, na primer.
Številne lagune ali obalni ribniki ob sredozemski obali, ločeni od morja z obalnimi nasipi, ki so nastali z sedimentnimi nanosi Rone in so z njo povezani s kanali, lokalno imenovanimi graus. Najpomembnejše v regiji, ki je tudi največje vodno telo (druga francoska sredozemska laguna in tretje največje naravno vodno telo v Franciji, za Ženevskim jezerom in laguno Berre), je Étang de Thau (75 km2), ki je v Héraultu, med Agde in Sète. Druge pomembne lagune so Bages-Sigean (55 km2, v Aude), Salses-Leucate (54,8 km2, med Pyrénées-Orientales in Aude) in l'Or (ali Mauguio , 31,4 km2, na meji med Héraultom in Gardom).
- Garona v Toulousu.
- Soteska Tarna.
- étang de Thau iz Sète.
- Laguna l'or pri Montpellieru.
- Laguna Petite Camargue pri Le Grau-du-Roi.
- Cestni most in akvadukt nad sotesko Hérault.
- Soteska Gardone.
- Pont du Gard.
- Basse pri Perpignanu.
- Canal du Midi.
- Slap Ars v Ariègeu.

## Topografija in geologija
.
Regija pokriva del dveh glavnih gorskih območij na jugu Francije: severno pobočje Pirenejev in južni del Centralnega masiva. Pirenejski masiv pokriva okoli 15.000 km2 v regiji in zajema bolj ali manj pomembne dele Hautes-Pyrénées, Haute-Garonne, Ariège, Aude in Pyrénées-Orientales. Tako predstavlja 85,5 % vseh francoskih Pirenejev in približno petino ozemlja regije. Del alpskega pasu iz eocenske dobe se razteza od vzhoda do zahoda in označuje mejo s Španijo. Regija vključuje francoska pobočja osrednjih Pirenejev (najvišja in z najmanjšim številom prehodov med Francijo in Španijo; najvišja točka regije in francoskih Pirenejev je tam, Vignemale s 3298 m) in vzhodni ali katalonski Pireneji (najvišji vrh Karlita z 2921,66 m, vendar je Canigou, ki dominira nad ravnico Roussillon z vrhom 2784 m najbolj markanten v katalonskih Pirenejih). Relief je zaznamovan z zelo strmimi dolinami orientacije jug-sever, redkimi in visokimi prelazi, številnimi gorskimi hudourniki (imenovanimi gaves), zgornji deli dolin se končajo v krnicah (Gavarnie, Troumouse ali Marcadau v Hautes-Pyrénées), odsotnosti velikih jezer v primerjavi z Alpami, na primer in redka poseljenost (27,5 prebivalcev na km2 leta 2006).
Centralni masiv pokriva v regiji približno 26.000 km2, to je celotno Lozère, Aveyron in Lot, vzhodna meja Tarn-et-Garonne in jugovzhodna tretjina Tarna, pa tudi severne meje Aude, Hérault in Gard. To ustreza 30 % celotnega Centralnega masiva in nekaj več kot tretjini regionalnega ozemlja. Relief je razmeroma hribovit in zmerno visok zaradi starodavne geološke tvorbe (variskanska orogeneza), obsega planote in nizke ter srednje gore. Najvišja točka masiva v regiji je vrh Finiels na Mont Lozère (1699 m). Tu so močno erodirane kraške planote (apnenci), imenovane causse, vulkansko in granitno visokogorje (Aubrac na severu v Aveyronu in Lozère) ali kristalijske in sekundarne gorske verige (Margeride proti severovzhodu v Lozère, Cévennes proti vzhodu v Aveyronu.
Ta dva masiva se srečujeta na ravni Montagne Noire in masiva Corbières, ločena z ozkim pasom ravnega in nizkega gričevja. Ta geografski prag, ki se razteza v Naurouzeju (189 m), med Toulousom (Haute-Garonne) in Biterroisom (Hérault) preko Carcassonna (Aude), povezuje sedimentni bazen, ki sega proti zahodu do Atlantika (Akvitanska kotlina), na vzhodu pa peščeno obalno ravnico Sredozemskega morja (obala Languedoc). Ta se v svojem zaledju postopoma dviga proti planotam in goram Centralnega masiva s sistemom apnenčastih vmesnih reliefov, med 200 in 400 m nadmorske višine (Garrigues).
Regija ima omejene vire surovin, ki so jih v preteklosti izkoriščali. Omeniti je mogoče volfram, zlato, baker (izkoriščen že v neolitiku pred 5.000 leti), bituminozni skrilavci, cink in svinec ali uran. Južno od Centralnega masiva imajo tudi rezerve premoga, ki so jih uporabljali do leta 2001.
- Le Canigou iz ravnice Roussillon.
- Krnica Gavarnie v Pirenejih.
- Couserans (Ariège) v Pirenejskem Piemontu.
- Krajina Cévennes.
- Causse du Larzac in njegove dolomitne tvorbe.
- Garrigues in ravnica na Montbazin v Héraultu.

Ta posebna topografija in geološki okvir ter položaj regije prispevajo k ustvarjanju določenih lokalnih podnebnih posebnosti.

## Kultura

### Zgodovinska identiteta
|  |  |
|  |  |

Nova upravna regija vključuje pokrajine in ozemlja raznovrstnega kulturnega in zgodovinskega izvora: Languedoc, katalonske dežele / Països Catalans (Roussillon, Cerdanya, Vallespir, Conflent, Capcir), okrožje Foix in vzhodni deli tistega, kar je bila prej Gaskonja (Armagnac, Comminges, Couserans, Bigorre, Condomois, Nébouzan, Rivière-Verdun) in Gujana (Carcin, Roergue). V času Ancien Régime je večina teh ozemelj spadala pod pristojnost Parlementa v Toulousu, ustanovljenega leta 1443.

#### Okcitanija
Okcitanija (Occitània ali Óucitanìo v okcitanščini) je zgodovinska regija jugozahodne Evrope, v kateri je bila okcitanščina glavni pogovorni jezik. To ozemlje je bilo že v rimskih časih združeno najprej kot dunajska škofija in nato kot sedem provinc (Septem provinciae) ter v Akvitaniji v začetku srednjega veka (Aquitanica, vizigotsko kraljestvo v Toulousu), pred frankovskim osvajanjem. Za Okcitanijo je značilna okcitanska kultura, saj je bil srednji vek še en izraz romanske kulture v Franciji in v manjši meri v Italiji, Španiji in Monaku. Predstavljena in prepoznana je na institucionalnih mestih francoskih skupnosti, kot sta na primer svet Lot-et-Garonne in mesto Agen.

##### Languedoc
Večina ozemlja, ki se je imenovalo Languedoc (provinca, v kateri se govori langue d'oc; v okcitanščini Lengadòcu, izgovorjeno [ˌleŋɡɔˈðɔ (k)]), se je v 13. stoletju, po albižanski križarski vojni (1208–1229), pridružilo Francoskemu kraljestvu. Ta križarska vojna je želela končati tako imenovano katarsko krivoverstvo in omogočila, da so Kapetingi razširili svoj vpliv južno od Loare. Kot del tega procesa so se leta 1224 med francoske kronske dežele vključile nekdanje kneževine Trencavel (vikonti Albija, Carcassonneja, Besièrsa, Agde in Nimesa). Leta 1271 so jim sledili Toulouški grofje. Preostale fevdalne enklave so bile absorbirane postopoma do začetka 16. stoletja; grofje Gévaudanski leta 1258, grofje Melgueilski (Mauguiò) leta 1293, gospostvo Montpellier leta 1349 in vikonti Narbonna leta 1507.
Ozemlje, ki je spadalo pod jurisdikcijo posesti Languedoc, ki so je prvič omenjalo leta 1346, se je postopoma zmanjševalo in je v Ancien Régime postalo znano kot provinca Languedoc.
Leto 1359 je pomenilo prelomnico v zgodovini regije. Trije sodni izvršitelji (sénéchaussées- senešali) (Béucairea, Carcassona in Tolosa) so imeli status bonne villes (mesta, ki jim je francoski kralj podelil privilegije in zaščito v zameno za zagotavljanje kontingenta moških z orožjem). Tistega leta so ti trije sklenili stalno zvezo, po kateri je bil njihov prispevek kraljevih vojakov sklican skupaj, ne pa ločeno za vsakega od treh senešalov.
Proti koncu 14. stoletja je izraz 'država treh senešalov' (pays des trois sénéchaussées), pozneje znane kot Languedoc, označil dva sodna izvršitelja Bèucaire-Nimesa in Carcassona ter vzhodnega dela Tolosa (Toulouse), ohranjena na podlagi pogodbe iz Brétignyja. Takrat je okrožje Foix, ki je do leta 1333 pred prehodom v Toulouse pripadalo senešalu Carcassone, prenehalo pripadati Languedocu. Leta 1542 je bila provinca razdeljena na dva généralités (upravna razdelitev Francije v Ancien Régime): Toulouse za Haut-Languedoc in Montpellier za Bas-Languedoc. To je trajalo vse do francoske revolucije leta 1789. Od 17. stoletja naprej je obstajal samo Languedoc, s sedežem v Montpellieru.

##### Haute-Guyenne
Nekdanji provinci Gaskonja (v gaskonjščini Gasconha, okcitanska izgovorjava: [ɡasˈkuɲɔ]) in Guyenne, v okcitanščini Guiana [ˈɡjanɔ]) so bili zgodovinsko del velikega jugovzhodnega dela Francije (Grand Sud-Ouest français) in izvirata iz srednjeveških vojvodin Vaskonije, Akvitanije in nato Guyenne. Danes sta del Okstanije le vzhodni regiji obeh provinc. Ta območja v bistvu ustrezajo ozemljem, ki so jih po pogodbi iz Brétignyja iz leta 1360 pridobili angleški kralji, vojvode Guyenne, ki so po ustanovitvi deželnega pritožbenega sodišča v Toulousu ostali pod pristojnostjo parlamenta v Bordeauxu leta 1462. Od takrat so jih združili pod imenom Haute-Guyenne, nasproti Basse-Guyenne, ki je bila odvisna od parlamenta v Bordeauxu.
Ozemlje nekdanje province Guyenne (Guiana), ki leži znotraj regije, ustreza Quercyju (sedanjemu departmaju Lot in severni Tarn e Garona) in Roergue (Avairon). Ti dve grofiji sta torej del okcitanskega jezikovnega območja v svoji narečni različici. Bili sta posest Toulouških grofov od 9. stoletja, v različnih fazah sta bili manjša veja ali glavna veja. Tako kot druge posesti grofov Toulouških so se tudi oni prvič povezali s francoskimi kralji leta 1271, nato pa so v skladu z Brétignyjsko pogodbo iz leta 1360 vdali angleškim kraljem. Provinca Quercy je bila vsekakor združena s krono leta 1472; Roergue, ki je bil last grofov Armagnac, je sledila šele leta 1607. Obe sta prišli pod provinco Guyenne, pod vojaško vladavino leta 1561. Skupaj sta od leta 1635 postali généralité Montaubana, ki je nato leta 1779 postal provinca Haute-Guyenne. Danes ime Guyenne nima več upravne ali politične vloge, čeprav je Haut-Agenais uporabljal izraz Pais de Guiana v kampanji, ki je vzbujala zgodovinsko identiteto za promocijo Lot-et-Garonne in dela doline Dròt. Ta referenca je pri promociji turizma nadomeščena z imenom Pais del Dròt. Naziva Quercy in Roergue nasprotno, ohranjata močno identiteto.
Gaskonja je nekdanja provinca, ki leži na ozemlju sedanjih departmajev Gers (Armanhac in Condomois), Hautes-Pyrénées (Bigorre), Lanas v sosednji regiji in deli drugih departmajev obeh nekdanjih regij Akvitanija in Jug-Pireneji (Comenge, Nebosan in Rivière-Verdun, predvsem na jugu in zahodu od Haute-Garonne in Couserans v zahodnem delu Ariège). V 13. stoletju se je ozrmlje imenovalo Akvitanija, Novempopulanija, Vasconia (ozemlje Vasconov) in Gaskony, geografsko raznoliko ozemlje med Atlantskim oceanom, Garono in Pireneji. Trditev kulturne identitete, ki temelji na razvijajoči se zasedbi, Akvitancev proto baskovskega jezika do prebivalcev Gaskonje, ki si delijo latinizirano okcitansko narečje, predstavlja sedanje gaskonjsko jezikovno območje. Med 15. in začetkom 16. stoletja se je postopoma vključilo v kraljevsko kronsko posest. Comenge so leta 1443 popustili francoskim kraljem in končali lokalno dinastijo. Leta 1607 so sledile Armagnac, Bigorre in Nebosan z grofijo Foix

##### Grofija Foix
Grofija Foix je stara francoska grofija, ki je nastala iz grofije Carcassonne okoli leta 1050 za Bernarda Rogerja, sina Rogerja I. Carcassonskega. Leta 1398 je grofija prešla v rodbino Grailly, leta 1458 pa jo je francoski kralj Karel VII. povišal v Pairie de France v korist Gastona IV., grofa Foixa.
Slednja je leta 1484 prešla v rodbino Albret in nato leta 1548 v rodbino Bourbon-Vendôme. Leta 1607 je francoski kralj Henrik IV. grofijo pridružil francoskim kronskim posestim.
Od francoske revolucije je bila grofija v celoti vključena v departma Ariège. Okcitansko narečje, ki ga tradicionalno govorijo, je narečje Languedončanov.

##### Roussillon
Provinca Russillona iz obdobja Ancien Régime ki je bila prej združena s katalonskimi grofijami, Kraljevino Majorko in Aragonsko krono, je bila v skladu s Pirenejsko pogodbo, podpisano 7. novembra 1659 pripojena k Franciji. Po tej pogodbi je meja med kraljestvi Francije in Aragonije ležala dalje proti severu, vzdolž črte citadel (Corbeilov sporazum).
Ta ozemlja so ustrezala katalonskim okrožjem Roussillon in Conflent, ustanovljena v 9. stoletju, pa tudi severnemu delu okrožja Cerdanya, h kateremu so dodali nekdanjo grofijo Castelnou ali Vallespir (pagus grofije Besalú) , združena z okrožjem Roussillon leta 1209). Nova provinca Roussillon, znana preprosto kot Roussillon, je združila srednjeveška upravna sodišča (viguerie) Roussillona, Conflent in severno od grofije Cerdanya, ki sta bili del vladne strukture Aragonske krone (guvernació dels comtates Rosselló i Cerdanya v katalonščini) v času njihove priključitve k Franciji. Roussillon je bil podvržen neposredni obdavčitvi kot pays d'imposition in ni imela zastopništva prek Estates (deželni zbor; deželni zbor Roussillona je bil ustanovljen 15. avgusta 1787). Sestavil je tako vlado kot državo in kot obmejna pokrajina poročal Secrétaire d'État de la Guerre (državnemu sekretarju za vojno). Imel je suvereno pristojnost: suvereni svet Roussillona, neodvisen od parlamenta Toulousa.
Trenutno se ime Roussillon še vedno uporablja za označevanje tega ozemlja, ki ga najdemo tudi v poimenovanju nekdanje regije Languedoc-Roussillon.
Danes je ozemlje pogosto razdeljeno na pet neuradnih tradicionalnih in naravnih comarques: Roussillon, Vallespir, Conflent, Zgornji Cerdanya in Capcir. Nedavni dodatek je Fenouillèdes, okcitanski del departmaja Pyrénées-Orientales.

## Gospodarstvo

### Kmetijstvo
Regija je z 78.300 kmetijami na drugem mestu francoskih kmetijskih regij za Novo Akvitanijo.
Uvršča se kot prvo ekološko pridelovalno območje v Franciji, saj je v letu 2015 kar 6.500 kmetij (ali 329.660 hektarjev) izvajalo certificirano ekološko kmetovanje. Med njimi je več kot 23.000 hektarjev trte.
To je tudi druga regija po zaposlovanju v kmetijstvu s 164.300 ljudmi, vključno s skoraj 86.000 gospodarji kmetij, 17.700 stalnih zaposlenimi in 16.500 sezonskimi delavci.
Prvo območje po poljskih pridelkov s pretežno zemljišči, namenjenimi žitom (814.500 hektarjev), krmnim kulturam (namenjenim za krmo živali, 317.300 hektarjev) in vinogradništvu (270.000 hektarjev)).
Okcitanska regija je prva ovčja regija Francije, saj ima 32 % francoske delovne sile in zagotavlja 29 % proizvodnje mesa in 73 % domače proizvodnje mleka. Je tretja agroživinska regija s 7000 obrati.
In ne nazadnje, Okcitanija se uvršča med vodilne vinograde na svetu glede zaščitene označbe izvornih vin.

### Raziskave in razvoj
Occitanie je prva metropolitanska regija po deležu BDP, namenjenega raziskavam in razvoju (s stopnjo 3,7 % v letu 2014) in edina, ki je dosegla cilj, ki ga je postavila Evropska komisija kot del strategije Evropa 2020 (3 %).
Letno je za raziskave in razvoj v regiji namenjenih skoraj 5,6 milijarde EUR, od tega 60 % izvajajo podjetja. Gre za tretji največji regionalni odhodek v celinski Franciji, za Auvergne-Rhône-Alpes (6,6 milijarde) in Île-de-France (19,0 milijarde).
V regiji je več kot 29.400 raziskovalcev in 15 grozdov konkurenčnosti, kar regijo postavlja kot prvo regijo z največ grozdišči konkurenčnosti: 14 od 71 v metropolitanski Franciji z Aerospace Valley (3. francoski grozd konkurenčnosti po številu družb), Agri Sud-Ouest Innovation, Cancer Bio-Santé, Derbi, Eau, Elopsys, Eurobiomed, Sredozemsko morje, Optitech, Qualimed Mediterranean, Risks, Terralia, Trimatec, Via Méca. Prav tako ima 35 visokih šol in univerz z 227.148 študenti.

### Aeronavtika
V regiji Toulouse že več kot stoletje delujejo letalske tovarne, ki zaznamujejo gospodarstvo in lokalno zgodovino. Te tovarne so bile najprej zgrajene na območju Montaudrana (jug), Saint-Éloi (severozahod), nato Toulouse-Colomiers-Blagnac, na meji mesta.
Airbus je evropski proizvajalec letal s sedežem v Blagnacu na obrobju Toulousa. Podjetje, ki je v celoti v lasti industrijske skupine Airbus, proizvaja več kot polovico letal, proizvedenih na svetu in je glavni konkurent Boeinga. Ustanovljen je bil kot konzorcij evropskih proizvajalcev v poznih 1960-ih letih. V novejši zgodovini so v Toulousu zasnovali nova in včasih revolucionarna letala, na primer Concorde, edino nadzvočno letalo na svetu ali Airbus A380, največje potniško letalo na svetu. Končna montaža tega zrakoplova se izvede na lokaciji v Toulousu.

### Aérospatiale
V regiji je zelo prisotna vesoljska industrija. Dejansko trenutno predstavlja približno dvajset proizvajalcev in konstruktorjev opreme ter 17.000 zaposlenih. V regiji je četrtina francoskega vesoljskega raziskovalnega potenciala. Okcitanija je eno največjih evropskih središč v osvajanju vesolja, sateliti na krovu rakete Ariane so večinoma zasnovani in sestavljeni v regiji. Skupaj predstavlja 7500 neposrednih in 15.000 posrednih zaposlenih.

### Vojaška industrija
Airbus Defense and Space je specializiran za izdelavo vojaških letal, brezpilotnih letal, raket in umetnih satelitov. Oddelek sestavljajo štiri veje: vesoljski sistemi, vojaška letala, komunikacija, obveščanje in varnost ter elektronika in varovanje meja.